# Bida (futebolista)
Valmir Roseno Santos, ou simplesmente Bida (Itajuípe, 2 de agosto de 1984), é um futebolista brasileiro que atua como meio-campista. Atualmente joga no Atlântico da Bahia, disputando a primeira divisão do campeonato baiano.

## Carreira

### Vitória
Vindo do Ipitanga para o Vitória em 2006, como parte de um acordo entre esses dois clubes, Bida conseguiu reconhecimento nacional jogando a Série B de 2007, sendo considerado uma das maiores revelações da competição daquele ano, ajudando o rubro-negro baiano a conseguir o acesso de volta à Série A do Campeonato Brasileiro.
Em 2008, demonstrando que desejava ter mais experiências em outros clubes, esteve emprestado ao Santos, onde chamou a atenção com boas atuações no Brasileirão. Em janeiro de 2009, o clube paulista não chegou a um acordo para a contratação do jogador e ele acabou retornando ao Vitória.
No seu retorno, em 2009, não teve as mesmas atuações de 2007 e o jogador foi reserva a maior parte da temporada. No entanto, no dia 18 de março de 2009, Bida completou 150 jogos pelo rubro-negro baiano, numa partida contando pela Copa do Brasil, contra o ASA, sendo homenageado nesse dia pela torcida e diretoria.
Já no dia 15 de abril de 2010, chegou à marca de 200 jogos pelo Leão, na goleada por 4–0 no Goiás, tendo inclusive marcado um gol. Participou ativamente nas campanhas do tetracampeonato baiano em 2010, do vice da Copa do Brasil e do rebaixamento no Brasileirão.

### Atlético Goianiense
Após começar a temporada de 2011 alternando entre titular e reserva, manifestou seu desejo de sair do clube. Assim, foi negociado com o Atlético Goianiense. Apesar de ter sofrido uma lesão logo que chegou, tirando-o de diversos jogos do Campeonato Goiano, ainda atuou em alguns encontros, mas só estreou pelo Brasileirão na 4ª rodada, marcando o terceiro gol da goleada por 4–1 sobre o Ceará.
No dia 14 de agosto de 2012, após já ter sido preventivamente suspenso por 30 dias desde o fim do mês anterior, quando fez o exame antidoping, Bida recebeu uma severa suspensão de um ano pelo Superior Tribunal de Justiça Desportiva (STJD). O jogador teria usado o diurético hydrochlorothiazide (HCT), substância proibida pelo Regulamento de Controle de Dopagem.

### Ponte Preta e Vila Nova
Em 2014, acertou com a Ponte Preta. No dia 29 de maio de 2014, rescindiu seu contrato com a "Macaca". Um dia após sair do clube paulista, acertou com o Vila Nova até o fim do ano.

### Serrano
Ao fim da temporada, em dezembro de 2014, acertou com o Serrano para a disputa do Campeonato Baiano.

### ABC
Em dezembro de 2015 foi anunciado pelo ABC como reforço para a temporada de 2016.

### Itabaiana
Em dezembro de 2017 foi anunciado pelo Itabaiana como reforço para a temporada de 2018.

## Títulos
Vitória
- Campeonato Baiano: 2007, 2008, 2009 e 2010

### Prêmios individuais
- Seleção do Campeonato Brasileiro de 2007 - Série B
- Seleção do Campeonato Goiano 2012[15]